# Гленигл (Колорадо)
Гленигл (енгл. Gleneagle) насељено је место без административног статуса у америчкој савезној држави Колорадо.

## Демографија
По попису из 2010. године број становника је 6.611, што је 2.365 (55,7%) становника више него 2000. године.
| Група             | 2000.         | 2010.         |
| Белци             | 3.886 (91,5%) | 5.769 (87,3%) |
| Афроамериканци    | 53 (1,2%)     | 99 (1,5%)     |
| Азијати           | 81 (1,9%)     | 199 (3,0%)    |
| Хиспаноамериканци | 164 (3,9%)    | 363 (5,5%)    |
| Укупно            | 4.246         | 6.611         |